# 佐賀県高等学校の廃校一覧
佐賀県高等学校の廃校一覧（さがけんこうとうがっこうのはいこういちらん）とは、佐賀県の廃校となった高等学校の一覧。対象となるのは学制改革（1948年）以降に廃校となった高等学校と分校である。名称は廃校当時のもの。廃校時に属していた自治体が合併により消滅している場合は現行の自治体に含める。また現在休校中の学校は公式には存続していることとなっているが、事実上廃校となっている場合が多いため、便宜上本項に記載する。

## 佐賀市
- 佐賀県立佐賀第一高等学校（1949年統合により佐賀高へ）[1][2]
- 佐賀県立佐賀第二高等学校（同上）[1][2]
- 佐賀市立成美高等学校（同上）[1][2]
- 佐賀県立佐賀西高等学校蓮池分校（1964年廃止）[2]
- 佐賀県立佐賀高等学校（1963年佐賀県立佐賀北高等学校[1]・佐賀県立佐賀西高等学校[3]・佐賀県立佐賀東高等学校[4]の3校へ分割、1965年完全移行）[2]
- 佐賀県立佐賀農芸高等学校富士分校（1983年廃止）[5]

## 唐津市
- 佐賀県立唐津第一高等学校（1949年統合により唐津高へ）[6][2]
- 佐賀県立唐津第二高等学校（同上）[2][注釈 1]
- 佐賀県立唐津高等学校（1956年佐賀県立唐津東高等学校[6]と佐賀県立唐津西高等学校[7]へ分割）[2]
- 佐賀県立唐津実業高等学校（1962年佐賀県立唐津商業高等学校[8]、佐賀県立唐津工業高等学校[9]、佐賀県立唐津農業高等学校[10]に分割）[2]
- 佐賀県立唐津北高等学校（2005年東松浦郡玄海町の東松浦高と統合し佐賀県立唐津青翔高等学校新設[11]、2007年完全移行）[12]

## 多久市
- 佐賀県立小城高等学校多久分校（1966年廃止）[13][2]
- 佐賀女子短期大学付属佐賀女子高等学校多久校舎（1982年廃止）[14]

## 伊万里市
- 佐賀県立伊万里第一高等学校（1949年統合により佐賀県立伊万里高等学校へ）[15][2]
- 佐賀県立伊万里第二高等学校（同上）[15][2]
- 佐賀県立伊万里農林高等学校（2019年伊万里商業高と統合し佐賀県立伊万里実業高等学校新設、2021年完全移行。校地は同校農林キャンパスとなる）[16][12]
- 佐賀県立伊万里商業高等学校（同上の通り統合、2021年全日制閉課、2022年定時制閉課。校地は同校商業キャンパスとなる）[15][12]

## 武雄市
- 佐賀県立武雄高等学校（2007年武雄青陵高と統合し改めて佐賀県立武雄青陵中学校・武雄高等学校を新設、2009年完全移行。）[17][12]
- 佐賀県立武雄青陵高等学校（同上）[17][12]
- 佐賀女子短期大学付属佐賀女子高等学校武雄校舎（2013年廃止）[注釈 2]

## 鹿島市
- 佐賀県立鹿島高等学校〈旧〉（2018年鹿島実業高と統合し佐賀県立鹿島高等学校〈新〉新設[19][12]、2020年完全移行）
- 佐賀県立鹿島実業高等学校（同上）[20][12]

## 嬉野市
- 佐賀県立嬉野高等学校〈初代〉（1961年嬉野商業高開校に伴い廃校。校舎を引き継ぐ学科変更。）[21]
- 佐賀県立鹿島実業高等学校塩田分校（1967年廃校。塩田工業高開校に伴うもの。）[2]
- 佐賀県立嬉野商業高等学校（2000年嬉野高〈2代目〉開校に伴い廃校。校舎を引き継ぐ学科変更。）[21][12]
- 佐賀県立嬉野高等学校〈2代目〉（2018年塩田工業高と統合し佐賀県立嬉野高等学校〈3代目〉新設、2020年完全移行。校地は同校嬉野校舎（総合学科キャンパス）となる）[21]
- 佐賀県立塩田工業高等学校（同上の通り統合。校地は同校塩田校舎（工業科キャンパス）となる ）[21][12]

## 神埼市
- 佐賀県立神埼農業高等学校三脊分校（1976年廃止）[2]

## みやき町
- 佐賀県立三養基高等学校三川分校（1962年廃止）[2]

## 玄海町
- 佐賀県立東松浦高等学校（2005年唐津市の唐津北高と統合し唐津青翔高新設[11][12]、2007年完全移行）

## 大町町
- 佐賀県立白石高等学校〈旧〉（2018年杵島商業高と統合し改めて佐賀県立白石高等学校〈新〉新設[22][12]、2020年完全移行。校地は同校普通科キャンパスとなる）
- 佐賀県立杵島商業高等学校（同上の通り統合。校地は同校商業科キャンパスとなる）[22][12]